# Slow Me Down
Slow Me Down è il settimo album in studio della cantante country statunitense Sara Evans, pubblicato nel 2014.

## Tracce
1. Slow Me Down – 3:15
2. Not Over You (featuring Gavin DeGraw) – 3:52
3. Put My Heart Down – 3:16
4. Can't Stop Loving You (feat. Isaac Slade) – 3:35
5. You Never Know – 3:59
6. If I Run – 3:33
7. Sweet Spot – 3:02
8. Good Love Is Hard to Find – 3:33
9. Better Off (featuring Vince Gill) – 4:01
10. Gotta Have You – 3:25
11. Revival – 4:01